# Luís Domingues
Luís Domingues este un oraș în unitatea federativă Maranhão (MA), Brazilia.